# ヨロイボウズハゼ
ヨロイボウズハゼ（鎧坊主鯊、Lentipes armatus）は、南西諸島の渓流に生息するハゼで、個体数は非常に少ない。日本で唯一のヨロイボウズハゼ属に属す魚。

## 分布
種子島、屋久島、奄美大島、沖縄島、石垣島、西表島にのみ分布する。日本固有であるとされてきたが、近年、台湾からも知られるようにだった。

## 形態
全長は4-6センチメートル、最大6.5センチメートルで、体は細長く側扁した円筒形で、頭部は丸みを帯び、吻は丸く突出しない。頭部断面は蒲鉾形。オスの体後半の鱗は大きな棘を持つ。オスの体色は黒褐色で、婚姻色のときは頭先端と腹部は青緑色で、第2背鰭前方に黒点を持つまたは幅広の暗色横帯なのに対し、メスの体色は一様に淡褐色で、第2背鰭には黒点がない。上顎や下顎の前部に3尖頭の細いヘラ状歯が密に並んでいる。上唇の中央は切れ込む。

## 生態
ハゼ亜目魚類のうちで最も急流を好む種の一つ。大きな川にはいなく、小河川の上流域に生息する。森の中を流れる渓流に生息し、やや流れの速い浅い落ち込みなどで見かけることが多く、水が泡立っているような滝壺付近の岩盤や転石の上で見られる。
小型の水生生物や付着藻類を食う雑食性。

## 保全状況
ヨロイボウズハゼは多量取水による河川流量の減少、ダム建設、道路整備による土砂の流入などにより、生息環境が悪化し、個体数が減少している。
絶滅危惧IA類 (CR)（環境省レッドリスト）